# Pieter Van Hanselaere

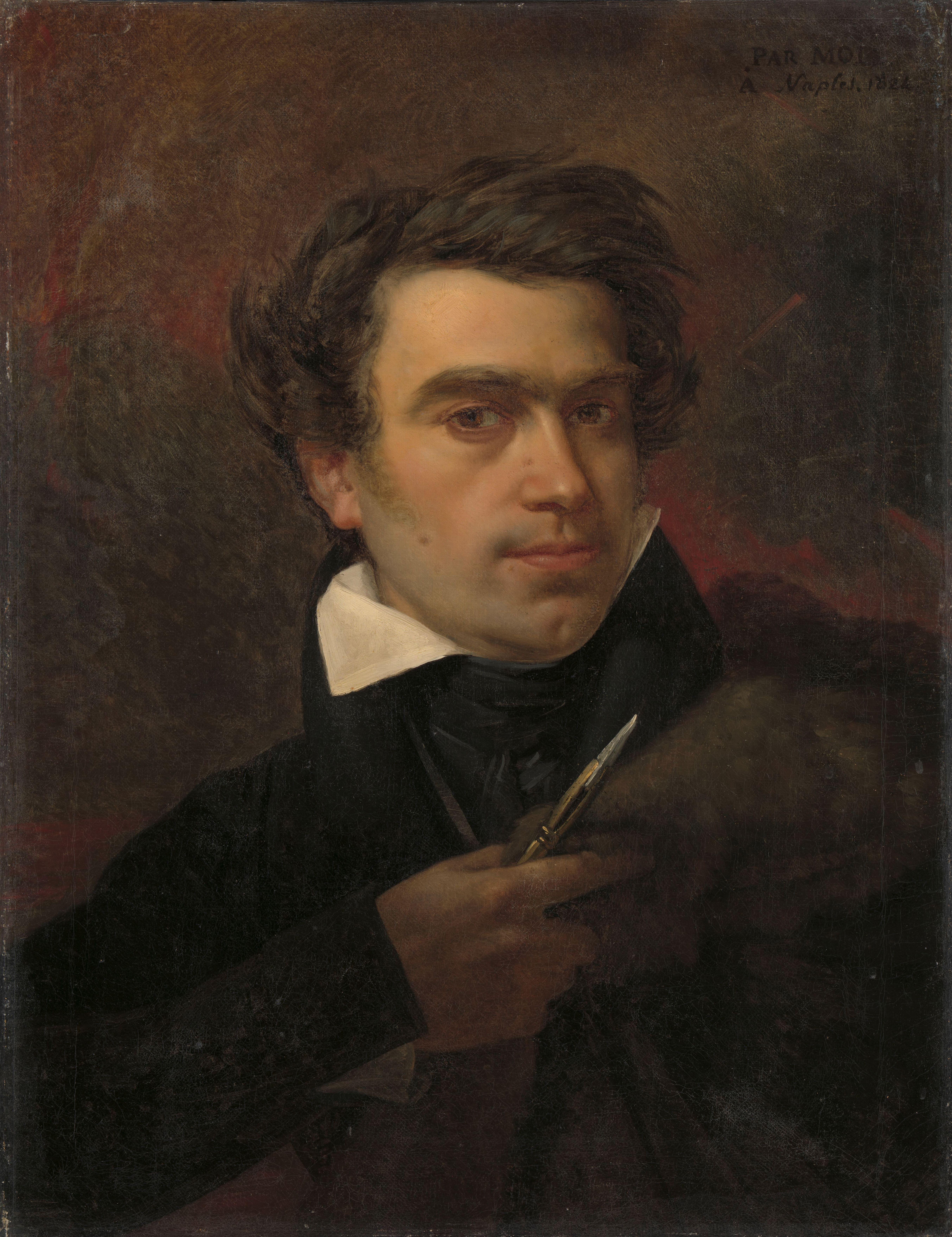
Pieter Van Hanselaere: Selbstporträt, 1824

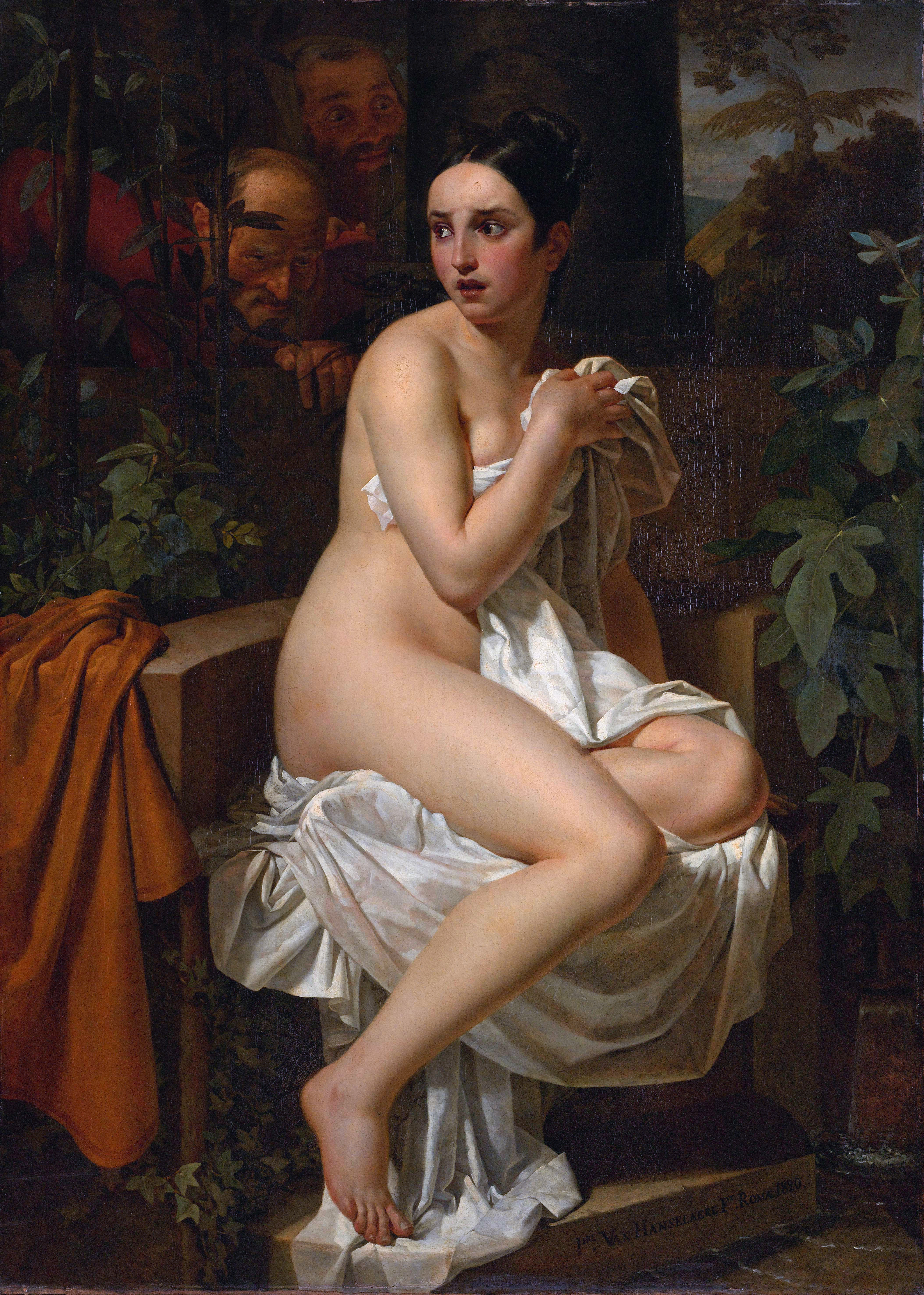
Pieter Van Hanselaere:
Suzanna en de ouderlingen, 1820

Pieter Van Hanselaere (* 31. Juli 1786 in Gent; † 10. März 1862 ebenda) war ein belgischer Porträt- und Historienmaler.

## Leben
Pieter Van Hanselaere erhielt seine erste Ausbildung bei Pieter Van Huffel an der Akademie in Gent, der Koninklijke Academie voor Schone Kunsten. Ab 1809 war er in Paris an der Académie des Beaux-Arts als Schüler von Jacques-Louis David, hier erhielt er seine Ausbildung in klassizistischer Historienmalerei.
1814, zurück in Belgien, erhielt er für sein Historienbild Abels Opfer den großen Preis der Akademie in Gent. Er wurde 1815 Mitglied derselben und ging 1816 als Stipendiat nach Italien. Während seines Aufenthaltes in Rom wurde er auf Empfehlung von Antonio Canova Mitglied der Accademia di San Luca und 1821 zum Professor ernannt. Für einige Jahre ging er dann nach Neapel, wo er Hofmaler des neapolitanischen Königs und ein vielbeschäftigter Porträtmaler wurde. 1829 kehrte er nach Gent zurück, als Professor an der Akademie. Zu seinen Schülern gehörten u. a. Cornelis Kimmel (1804–1877), Pierre Olivier Joseph Coomans und Ford Madox Brown.
1844 hatte er ein Werk aus der Stadtgeschichte Gents beendet, ein 24 × 16 Fuß (ca. 7,2 × 4,8 Meter) großes Monumentalwerk. Es zeigte Philipp van Artevelde und seine Armee in den Aufständen des Jahres 1381. Von den negativen Kritiken zum Werk und seiner Enttäuschung darüber erholte sich Van Hanselaere nie vollständig.

## Werke
- Abels Opfer
- Maria Isabel von Spanien
- Susanna im Bade (Suzanna en de ouderlingen)
- Martyrium des heil. Stephanus
- betende Römerin
- Altarbilder in mehreren Kirchen Belgiens